# Aranyosgadány
Aranyosgadány (em croata:   Ranjoš) é uma vila da Hungria, situada no condado de Baranya. Tem 8,26 km² de área e sua população em 2019 foi estimada em 323 habitantes.